# White Island (Enderbyland)
White Island (englisch, norwegisch Hvit Øya, jeweils wörtlich übersetzt Weiße Insel) ist eine vereiste, 21 km lange und 8 km breite Insel vor der Küste des ostantarktischen Enderbylands. Sie liegt 10 km nördlich der Sakellari-Halbinsel, von der sie durch die Styles Strait getrennt wird.
Der norwegische Polarforscher Hjalmar Riiser-Larsen entdeckte und benannte sie im Januar 1930. Seine Benennung wurde später ins Englische übertragen. Die Existenz war lange Zeit zweifelhalft, wurde jedoch im März 1957 durch Teilnehmer der 1. Sowjetischen Antarktisexpedition sowie im Februar 1960 durch Wissenschaftler der Australian National Antarctic Research Expeditions bestätigt.